# Општина Продулешти (Дамбовица)
Продулешти (рум. Produleşti) општина је у Румунији у округу Дамбовица.
Oпштина се налази на надморској висини од 174 m.